# Liste der Landschaftsschutzgebiete im Kreis Pinneberg
Liste der Landschaftsschutzgebiete im Kreis Pinneberg in Schleswig-Holstein.
| Bild                | Nummer   | Bezeichnung des Gebietes                               | Fläche in Hektar | WDPA-ID   | Koordinaten | Gemeinde(n) | Datum der Verordnung              | Fundstelle                             |
| ------------------- | -------- | ------------------------------------------------------ | ---------------- | --------- | ----------- | --- | --------------------------------- | -------------------------------------- |
|                     | 56-PI-01 | LSG des Kreises Pinneberg                              | 13367,11         | 555550066 | Position    | Barmstedt, Elmshorn, Pinneberg, Quickborn, Schenefeld, Uetersen, Wedel, Appen, Halstenbek, Rellingen, Tornesch, Bönningstedt, Ellerbek, Hasloh, Klein Nordende, Kölln-Reisiek, Kurzenmoor, Raa-Besenbek, Seestermühe, Seeth-Ekholt, Haselau, Haseldorf, Hetlingen, Bokel, Bokelseß, Osterhorn, Westerhorn, Groß Nordende, Heidgraben, Heist, Holm, Moorrege, Neuendeich, Borstel-Hohenraden, Kummerfeld, Prisdorf, Tangstedt, Bevern, Bilsen, Bullenkuhlen, Ellerhoop, Hede, Hemdingen, Langeln, Lutzhorn | 31. Oktober 1969 16. April 2013   | Verordnung letzte Änderung: Verordnung |
|                     | 56-PI-02 | Winselmoor / Hörnerauniederung                         | 714,91           | 555550990 | Position    | Westerhorn, Osterhorn | 5. Dezember 1996                  | Verordnung                             |
|                     | 56-PI-03 | Klein Offenseth - Bokelsesser Moor / Offenau Niederung | 1914,16          | 555550991 | Position    | Brande-Hörnerkirchen, Groß Offenseth-Aspern, Klein Offenseth-Sparrieshoop, Bokholt-Hanredder | 17. März 1998                     | Verordnung                             |
|                     | 56-PI-04 | Mittlere Krückau                                       | 955,64           | 555550992 | Position    | Heede, Barmstedt, Bullenkuhlen, Elmshorn, Kölln-Reisiek, Bokholt-Hanredder | 30. November 1998 1. Februar 2002 | Verordnung letzte Änderung: Verordnung |
|                     | 56-PI-05 | Pinneberger Elbmarschen                                | 9780,90          | 555550993 | Position    | Raa-Besenbek, Seestermühe, Seester, Klein Nordende, Groß Nordende Neuendeich, Moorrege, Heist, Holm, Haseldorf, Haselau, Hetlingen, Elmshorn, Uetersen, Wedel | 29. März 2000 12. Juli 2011       | Verordnung letzte Änderung: Verordnung |
|                     | 56-PI-06 | Holmer Sandberge und Moorbereiche                      | 3773,71          | 555550994 | Position    | Moorrege, Heist, Holm, Wedel, Appen, Schenefeld, Pinneberg | 20. Dezember 2002 11. Juni 2009   | Verordnung letzte Änderung: Verordnung |
|                     | 56-PI-07 | Düpenau und Mühlenau                                   | 1771,42          | 555550995 | Position    | Schenefeld, Halstenbek, Pinneberg, Rellingen, Ellerbek, Bönningstedt, Hasloh | 20. September 2004 5. März 2013   | Verordnung letzte Änderung: Verordnung |
|                     | 56-PI-08 | Moorige Feuchtgebiete                                  | 3077,85          | 555550067 | Position    | Langeln, Bilsen, Heede, Hemdingen, Bevern, Ellerhoop, Seeth-Ekholt, Tornesch, Klein Nordende, Elmshorn, Heidgraben, Uetersen | 24. Oktober 2005 16. April 2013   | Verordnung letzte Änderung: Verordnung |
| LSG Mittlere Pinnau | 56-PI-09 | Mittlere Pinnau                                        | 928,51           | 555550068 | Position    | Moorrege, Uetersen, Tornesch, Appen, Prisdorf, Pinneberg | 20. November 2006                 | Verordnung                             |

Anmerkung
1. ↑  Koordinaten wurden dem European Nature Information System (EUNIS) der Europäischen Umweltagentur entnommen: Nationally designated areas (CDDA), Datei CDDA_v12_csv.zip, Stand Oktober 2014. Die Tabellenspalte WDPA-ID gibt die genauen Grenzen an.